# Ron Atkinson
Ronald Franklin „Ron“ Atkinson, genannt Big Ron (* 18. März 1939 in Liverpool) ist ein ehemaliger englischer Fußballspieler und -trainer, sowie Fußballexperte im Fernsehen.

## Karriere

### Spielerkarriere
Atkinson war nie ein großer Fußballer. Er wurde als 17-Jähriger bei Aston Villa unter Vertrag genommen, kam dort aber nie zum Einsatz. 1959 wurde Atkinson an Oxford United verkauft. Der Engländer machte über 500 Spiele für die U's und war Kapitän in drei verschiedenen englischen Ligen.

### Trainerkarriere
Nachdem Atkinson seine Spielerkarriere beendet hatte, wurde er 1971 Trainer von Kettering Town. 1974 kam er zu Cambridge United. Mit Cambridge stieg er innerhalb von vier Jahren von der vierten englischen Spielklasse in die zweithöchste auf. 1978 übernahm Atkinson seinen ersten Erstligaklub, West Bromwich Albion. In der Saison 1978/1979 wurde er mit den Baggies auf Anhieb Dritter der Liga. Im Juni 1981 wurde Atkinson Trainer von Manchester United. Seinen ersten Erfolg mit den Red Devils holte er in der Saison 1982/1983 mit dem englischen Pokalsieg. 1985 wurde abermals der Pokaltitel geholt. Nach einer schlechten Saison für Atkinson in Manchester übernahm er im Herbst 1987 wieder West Bromwich Albion. Nach nur einem Jahr bei seinem ersten großen Klub ging der Engländer nach Spanien. Dort war er ein Jahr Trainer von Atlético Madrid. 1989 kam die Rückkehr ins Heimatland. Von 1989 bis 1991 war er Trainer von Sheffield Wednesday. Mit Sheffield holte er den League Cup 1990/91. Von 1991 bis 1994 war er wieder in Birmingham bei Aston Villa. Bei den Villans wurde er abermals League-Cup-Sieger. Trotz des Erfolges wurde er 1994 entlassen und kam zu Coventry City für ein Jahr. Seinen bisher letzten Trainerjob machte Atkinson bei Nottingham Forest 1999.

### Weitere Karriere
Nach seiner Karriere wurde er Fußballexperte für einen englischen TV-Sender. Dort wurde seine „neue Sprache“, das „Ronglish“, erfunden. Es waren eigentlich nur Phrasen in Bezug auf Fußball, die Vergleiche mit dem normalen Leben anstellen. Durch sein witziges Auftreten und seinen auffallenden Schmuck wurde er oft als der liebevolle Witzbold der englischen Medien porträtiert. Dies änderte sich am 21. April 2004, als Atkinson rassistische Sprüche gegen Marcel Desailly machte – ohne zu wissen, dass er auf Sendung war. Auch sein Spruch während der Fußball-Weltmeisterschaft 2002 über den italienischen Fußballer Francesco Totti wurde über die englischen Landesgrenzen hinaus bekannt. Atkinson meinte über Tottis neue Frisur: „Er sieht aus wie eine kleine Hure“. Weiter meinte er, dass chinesische Frauen die hässlichsten der Welt seien.

### Erfolge
alle als Trainer
- zweimal englischer Pokalsieger mit Manchester United (1983, 1985)
- zweimal englischer League-Cup-Sieger mit Sheffield Wednesday (1991) und Aston Villa (1994)